# Тимофеев, Северьян Петрович
Северьян Петрович Тимофеев (28 августа 1913, Кунилово, Тверская губерния — 22 июня 1974, Тосно, Ленинградская область) — участник Великой Отечественной войны, штурман эскадрильи 340-го Бреславского авиационного полка дальнего действия 54-й Орловской авиационной дивизии дальнего действия 4-го гвардейского бомбардировочного авиационного корпуса, капитан. Герой Советского Союза.

## Биография
Родился в крестьянской семье. Осенью 1926 с семьёй переехал в Ленинград. Окончил пять классов в школе № 112 при Невской Лавре, затем обучался в школе фабрично-заводского ученичества. С 17 лет работал токарем по металлу на заводе имени Ворошилова и «Большевик».
В 1935 году Тимофеев поступил в авиационную школу. В советско-финской войне 1939—1940 был воздушным стрелком-радистом.
Во время Великой Отечественной войны совершил 306 боевых вылетов, в которых получил одно тяжёлое и четыре лёгких ранения.
29 июня 1945 капитану Тимофееву Северьяну Петровичу было присвоено звание Героя Советского Союза.
В августе 1945 принимал участие в Советско-японской войне.
С 1948 года Тимофеев — в запасе. Жил в городе Тосно Ленинградской области. С 1952 года работал заведующим Тосненским охотничьим хозяйством Ленинградского добровольного Общества охотников.
Умер 22 июня 1974 года. Похоронен на городском кладбище в Тосно.

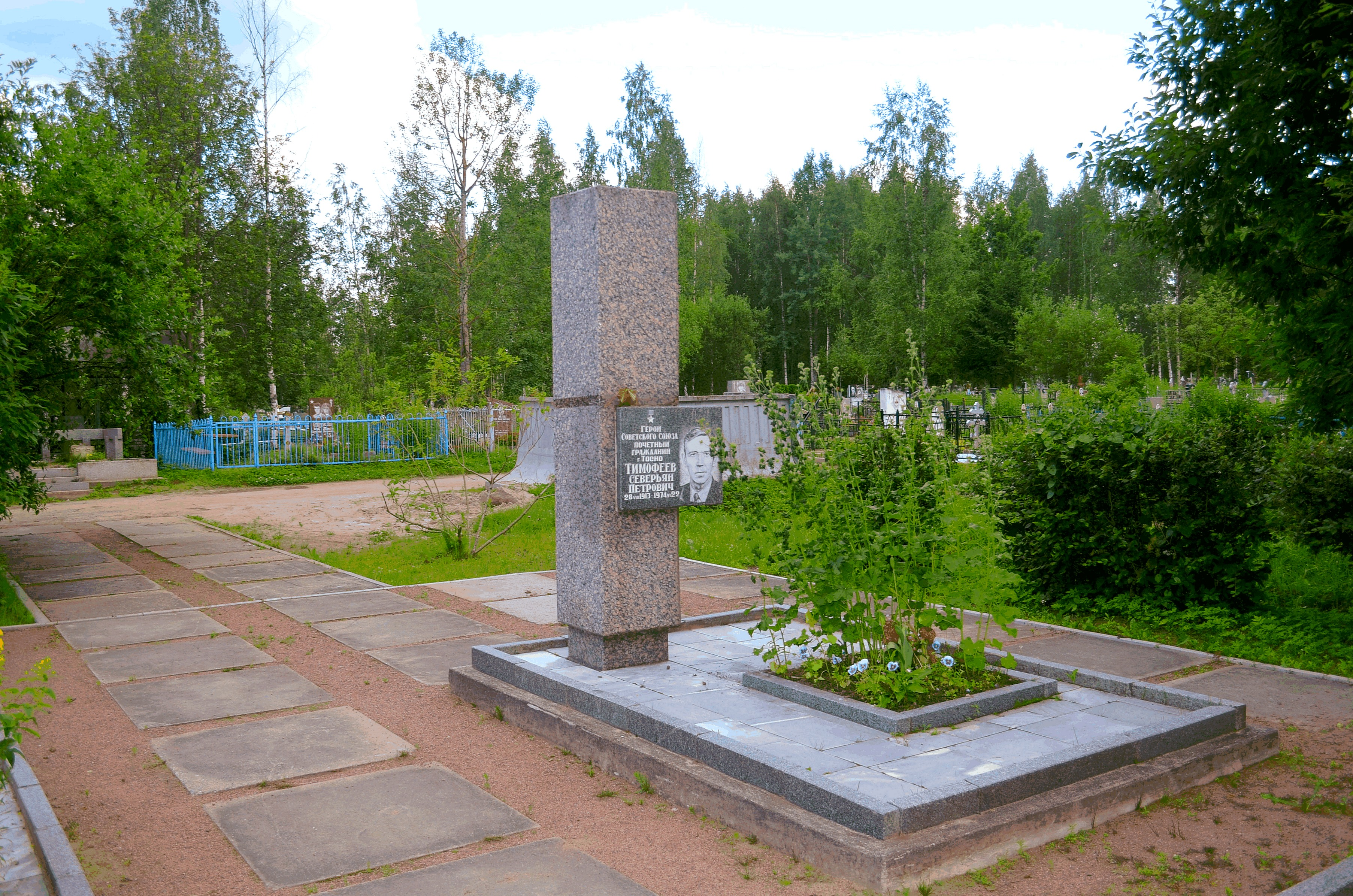
Могила Тимофеева на кладбище г. Тосно

## Память
- С 1995 года имя Тимофеева присвоено школе-лицею № 3 города Тосно.

## Награды
- Два ордена Ленина, два ордена Красного Знамени, два ордена Отечественной войны 1 степени, медали.
- Почётный гражданин Тосненского района Ленинградской области.